# Phaonia sublatus
Phaonia sublatus este o specie de muște din genul Phaonia, familia Muscidae. A fost descrisă pentru prima dată de Harris în anul 1780. Conform Catalogue of Life specia Phaonia sublatus nu are subspecii cunoscute.